# Tournon-Saint-Martin
Tournon-Saint-Martin – miejscowość i gmina we Francji, w Regionie Centralnym, w departamencie Indre.
Według danych na rok 1990 gminę zamieszkiwały 1374 osoby, a gęstość zaludnienia wynosiła 53 osoby/km² (wśród 1842 gmin Regionu Centralnego Tournon-Saint-Martin plasuje się na 291. miejscu pod względem liczby ludności, natomiast pod względem powierzchni na miejscu 462.).